# Фельдкірхен (Каринтія)
Фельдкірхен-ін-Кернтен (нім. Feldkirchen in Kärnten) — місто в Австрії, в федеральній землі Каринтія, у окрузі Фельдкірхен.